# 弗萊斯貝格
弗萊斯貝格（挪威語：Flesberg）是挪威布斯克吕郡的市镇，行政中心为蘭珀蘭村。市镇面积为562平方公里，人口数量为2,512人（2004年），人口密度为每平方公里5人。